# Marienkirche (Waabs)

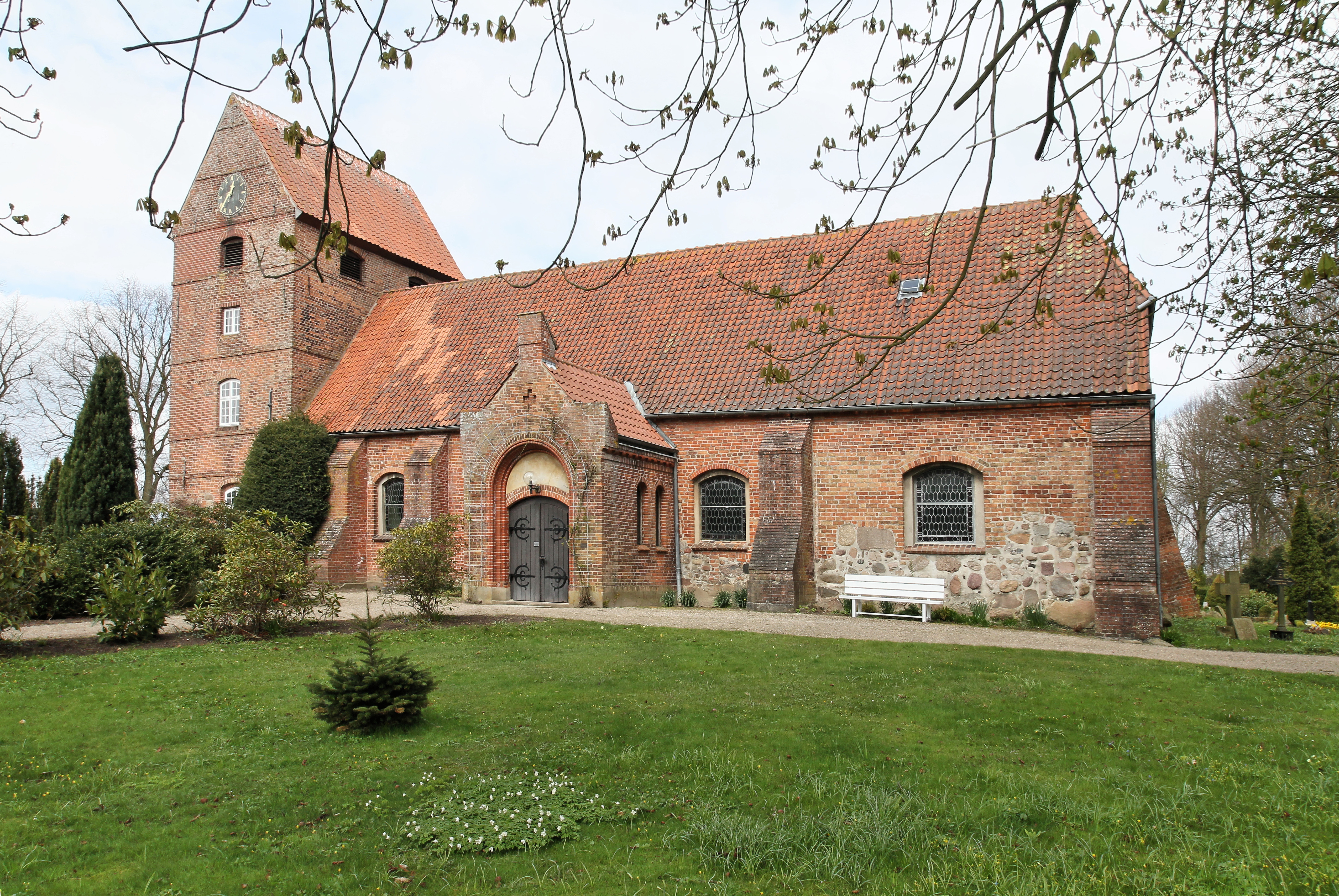
Blick auf die Kirche von Süden

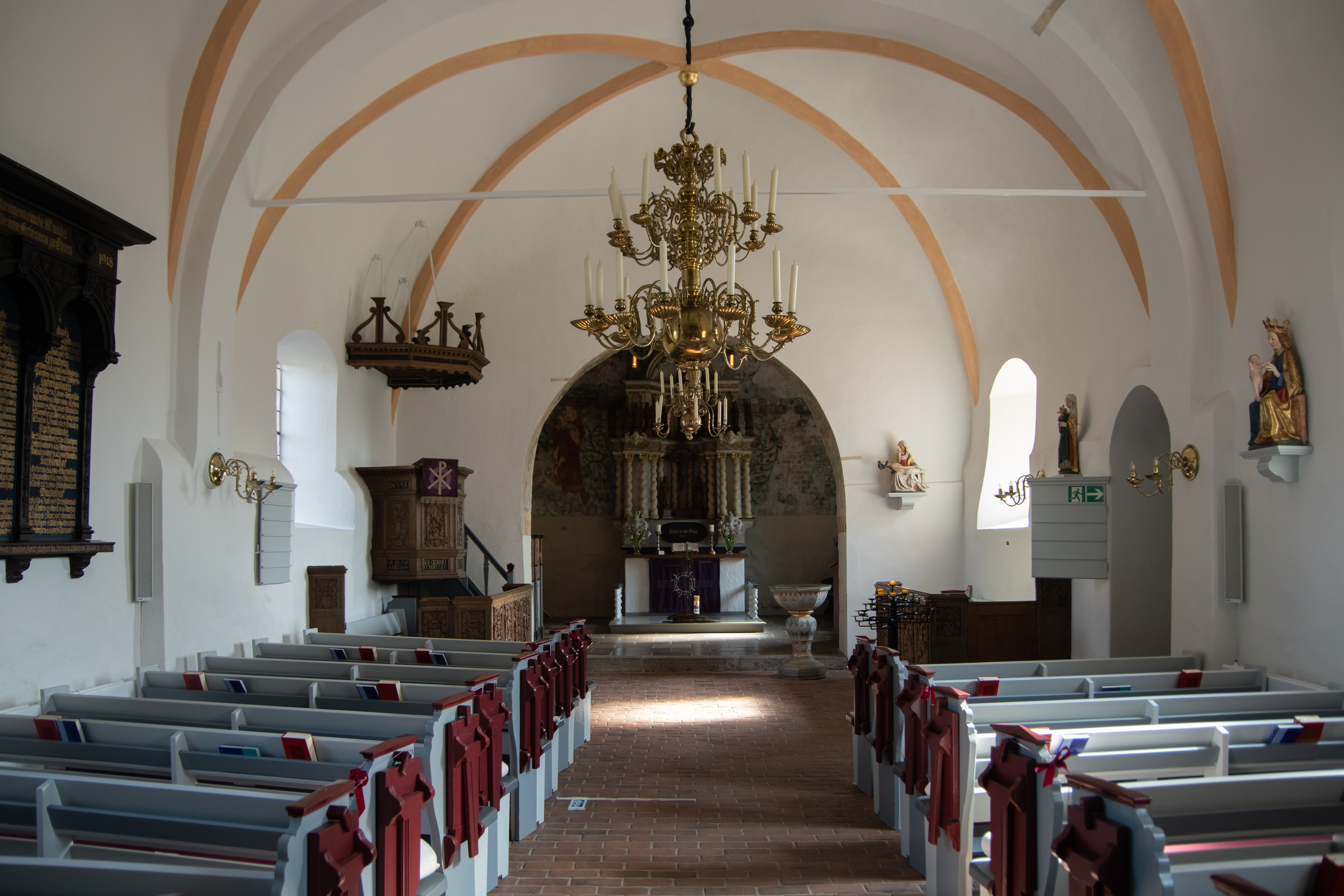
Innenraum mit Blick auf den Altar

Die Marienkirche in Waabs im Kreis Rendsburg-Eckernförde ist eine gotische Backsteinkirche aus dem 14. Jahrhundert. Sie liegt im historischen Ortskern von Kleinwaabs und gehört zur Kirchengemeinde Schwansen im Kirchenkreis Rendsburg-Eckernförde in der Evangelisch-Lutherischen Kirche in Norddeutschland.

## Geschichte
Die erste Erwähnung einer Kapelle in „Wabenisse“ findet sich im Register des Bischofszehnten des Bistums Schleswig von 1352. Sie unterstand also dem Bischof, an den sie Abgaben abzuführen hatte. Im Verzeichnis von 1462 ist sie als Pfarrkirche bezeichnet.
Der bestehende Kirchbau soll im 13. Jahrhundert einen Vorgängerbau gehabt haben. Diese Kirche wird an der Küste der Eckernförder Bucht gegenüber der abgegangenen Catharinenkirche von Jellenbek vermutet, und wahrscheinlich stand sie bereits unter dem Patrozinium der Gottesmutter Maria. Der Kirchenchronik zufolge wurde sie Ende des 14. Jahrhunderts während der Kämpfe der dänischen Königin Margarethe I. gegen die Holsteiner Grafen um das Herzogtum Schleswig niedergebrannt. Die neue Kirche sei teilweise aus dem Baumaterial der alten entstanden, das der Sage nach von Gespenstern an den neuen Standort gebracht wurde.
Nach der Reformation unterstand die Kirche dem Kirchenpatronat von Gut Kohøved, das 1729 in Gut Ludwigsburg umbenannt wurde. Sie war damit eine sogenannte exemte Kirche, die keinem Propst unterstand, sondern direkt dem Superintendenten von Schleswig. Die Gutsherren besaßen das Recht, bei einer Predigerwahl drei Kandidaten zu präsentieren. Da sie bis 1824 auch über fast die Hälfte der Hufen im Kirchspiel verfügten, bestimmten sie damit meist selbst den Ausgang der Wahl. Das Gut gehörte seit dem 14. Jahrhundert der Familie Sehestedt, bis es nach dem Tod von Melchior Sehestedt 1564 über die mit Paul Rantzau (1527–1579), einem Sohn von Johann Rantzau, verheiratete Erbtochter Beate (1535–1589) in den Besitz der Familie Rantzau überging. Beate Rantzau ließ das Patronatsgestühl herstellen. Ihr Sohn Bertram Rantzau stiftete 1600 die Kanzel und veranlasste 1608 den Einbau der Gewölbe im Kirchenschiff und die Anschaffung der ersten Orgel. Nach dem Aussterben dieses Familienzweigs der Rantzau kaufte Friedrich Christian Kielman von Kielmansegg 1672 das Gut und ließ die Kirche in den wenigen Jahren, ehe er das Herzogtum Schleswig verlassen musste, renovieren und barock ausgestalten. 1690 verkaufte er das Gut. Nach mehreren weiteren Besitzerwechseln kam das nun nach Friedrich Ludwig von Dehn benannte Ludwigsburg an Carl Friedrich Ulrich von Ahlefeldt, der eine Gruft an der Nordseite der Kirche anbauen ließ. Sowohl Dehn als auch Ahlefeldt erwiesen sich als finanzielle Wohltäter der Gemeinde.
Renovierungen, bei denen man auch die Fenster vergrößerte und die südliche Vorhalle ergänzte, fanden in den 1880er-Jahren statt. Dabei wurden mittelalterliche Wandmalereien im Chor entdeckt. Der 1997 gegründete Förderverein Marienkirche Waabs e. V. ermöglichte ihre Wiederfreilegung und Restaurierung ab 2011. Die Sanierung von Turm und Innenraum konnte 2020 abgeschlossen werden. Dabei wurden die Kreuzrippen der Gewölbe des Kirchenschiffs farblich passend zu den Fresken im Chor gefasst. Die Orgel wurde gereinigt, die Bänke hell gestrichen und die 1908 angeschaffte Kirchturmuhr muss seitdem nicht mehr von Hand aufgezogen werden.

## Architektur
Der einschiffige Backsteinbau wird auf die Zeit um 1400 datiert. Das dreijochige Kirchenschiff ist durch einen Chorbogen vom gleich breiten, quadratischen, gewölbten Chor getrennt. Von außen werden die Kirchenmauern durch Stützpfeiler stabilisiert. Der querrechteckige, schiffbreite Turm mit Satteldach wurde Ende des 16. Jahrhunderts ergänzt. Die Kreuzrippengewölbe im Kirchenschiff wurden 1608 eingezogen. Nördlich ist eine barocke Gruft angebaut. Der Vorbau vor dem Südportal stammt von 1899, als auch die Fenster vergrößert wurden.

## Ausstattung

### Taufbecken
Das älteste Ausstattungsstück ist das große, frühgotische Kalksteintaufbecken aus Gotland vom Ende des 13. Jahrhunderts. Wohl im Zuge der Umgestaltung der Kirche im 17. Jahrhundert gelangte es auf Gut Ludwigsburg, wo es als Pferdetränke und noch 1908 als Blumenschale diente. Später stand es im Pastoratsgarten, ehe es 1969 auf einem erneuerten Fuß wieder in der Kirche aufgestellt wurde. Zunächst stand es rechts vom Chorbogen im Kirchenschiff, seit 2020 ist es im Turmraum aufgestellt.
Einen hölzernen Taufständer stifteten Friedrich Christian Kielman von Kielmansegg und seine Ehefrau Marie Elisabeth, geb. von Ahlefeld, während ihrer Zeit als Gutsherrschaft von Gut Kohøved 1674.

### Marienfiguren

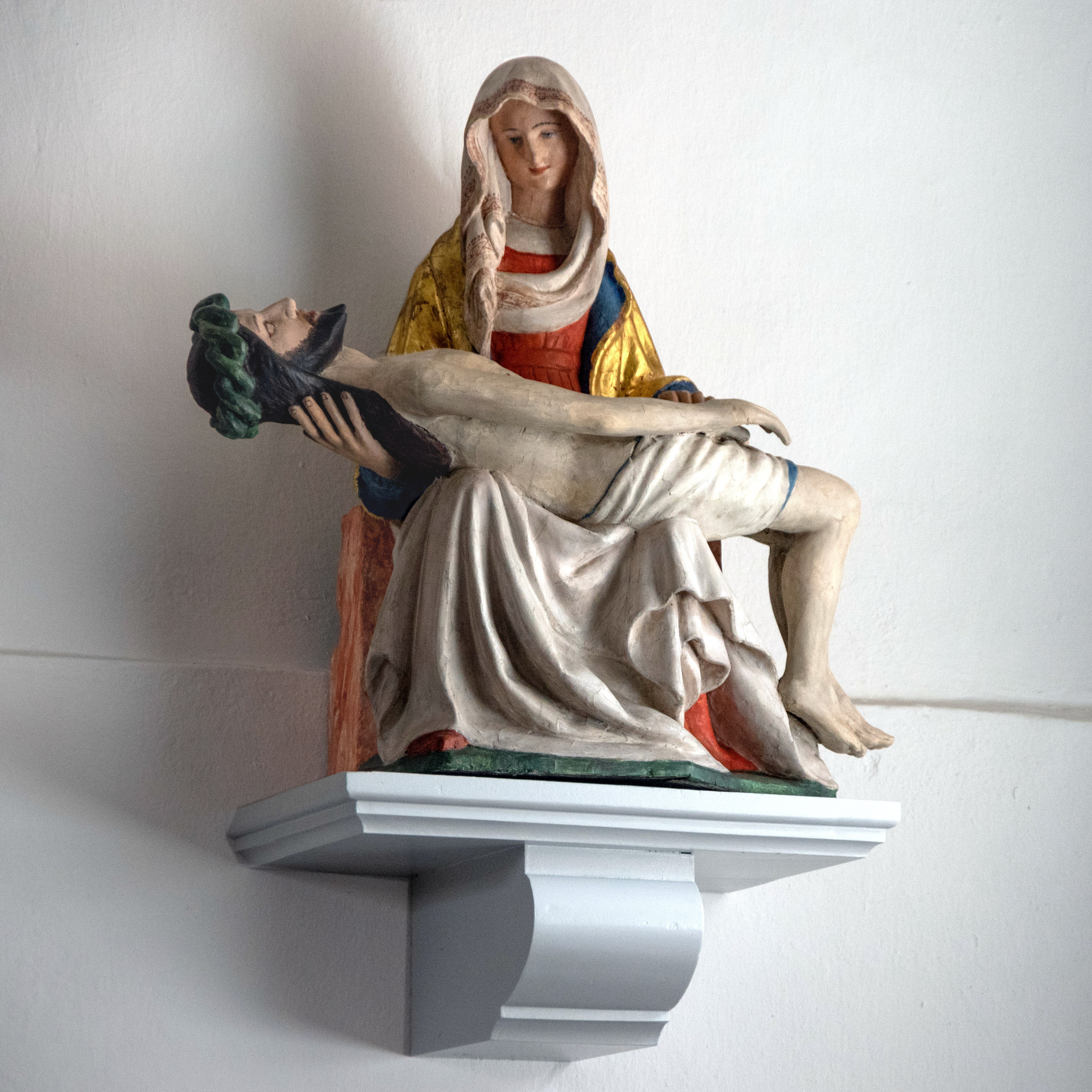
Pietà

An den Wänden des Kirchenschiffs sind mehrere mittelalterliche, aus Eichenholz geschnitzte Figuren und Figurengruppen aufgestellt. An der Südostwand des Chorbogens befindet sich eine Pietà, die auf kurz nach 1420 datiert wird und damit als die älteste der Skulpturen gilt.
Entlang der Südwand stehen von Ost nach West weitere, zwischen 72 und 80 cm große Skulpturen aus dem späten 15. Jahrhundert: Bei der als Anna Selbdritt bezeichneten Figurengruppe trägt Anna ihre sitzende, unproportial kleine Tochter Maria in den Händen, die auf ihrem Knie das schreitende, nackte Jesuskind hält. In derselben Körperstellung befindet sich auch das Jesuskind auf dem Schoß der gekrönten Thronenden Madonna. Katharina von Alexandrien trägt ebenfalls eine Krone und hält ein zerbrochenes Rad und ein Schwert in den Händen, die auf ihr Martyrium hindeuten; auf dem Saum ihres reich verzierten Kleides steht in Minuskeln ihr Name. Das gekrönte Paar wird als Synthronoi (von griechisch σύνθρονος, gemeinsam thronend) bezeichnet, eine Sonderform einer Marienkrönung, bei der Maria und Gottvater (oder Jesus Christus) nebeneinander auf dem Thron sitzen und Maria bereits gekrönt ist. Der Palmenzweig, den die nicht identifizierbare Heilige rechts von der Zweiergruppe trägt, ist eine spätere Ergänzung. 
Vermutlich gehörten diese Figuren zu dem nach Maria benannten Hauptaltar, vergleichbar dem in der Andreaskirche in Haddeby. Besonders die beiden Mariengruppen und die Katharina sind sehr qualitätvolle Arbeiten, aber auch die Anna und die andere Heilige entstanden höchstwahrscheinlich in derselben Werkstatt. Ähnlichkeiten mit Altären und Figuren im Herzogtum Schleswig und Dänemark lassen auf eine im letzten Drittel des 15. Jahrhunderts in diesem Bereich arbeitende Werkstatt schließen, möglicherweise die des Lütje Möller in Schleswig, von dem die Triumphkreuzgruppe in Oldenswort stammt.
Wohl im Zusammenhang mit der Stiftung des Barockaltars kurz nach 1670 aus der Kirche entfernt, lagerten die Schnitzfiguren jahrhundertelang auf dem Dachboden des Pastorats. Obwohl der Kunsthistoriker Richard Haupt sie bereits 1886 beschrieb, dauerte es bis 1914, dass man sich ihrer annahm. Der Maler Wilhelm Jensen aus Garding ließ fehlende Teile durch einen Tischler ersetzen und bemalte sie neu nach alten Befunden und gotischen Vorbildern. Die Reste der ursprünglichen Fassung gingen dabei bis auf wenige Spuren verloren. Nachdem in den 1970er-Jahren die Fassung einmal überarbeitet worden war und dabei Fehlstellen der Vergoldung mit Blattkupfer ergänzt wurden, fand im Zuge der Innenraumsanierung bis 2020 erneut eine Reinigung und Restaurierung statt.

### Altar

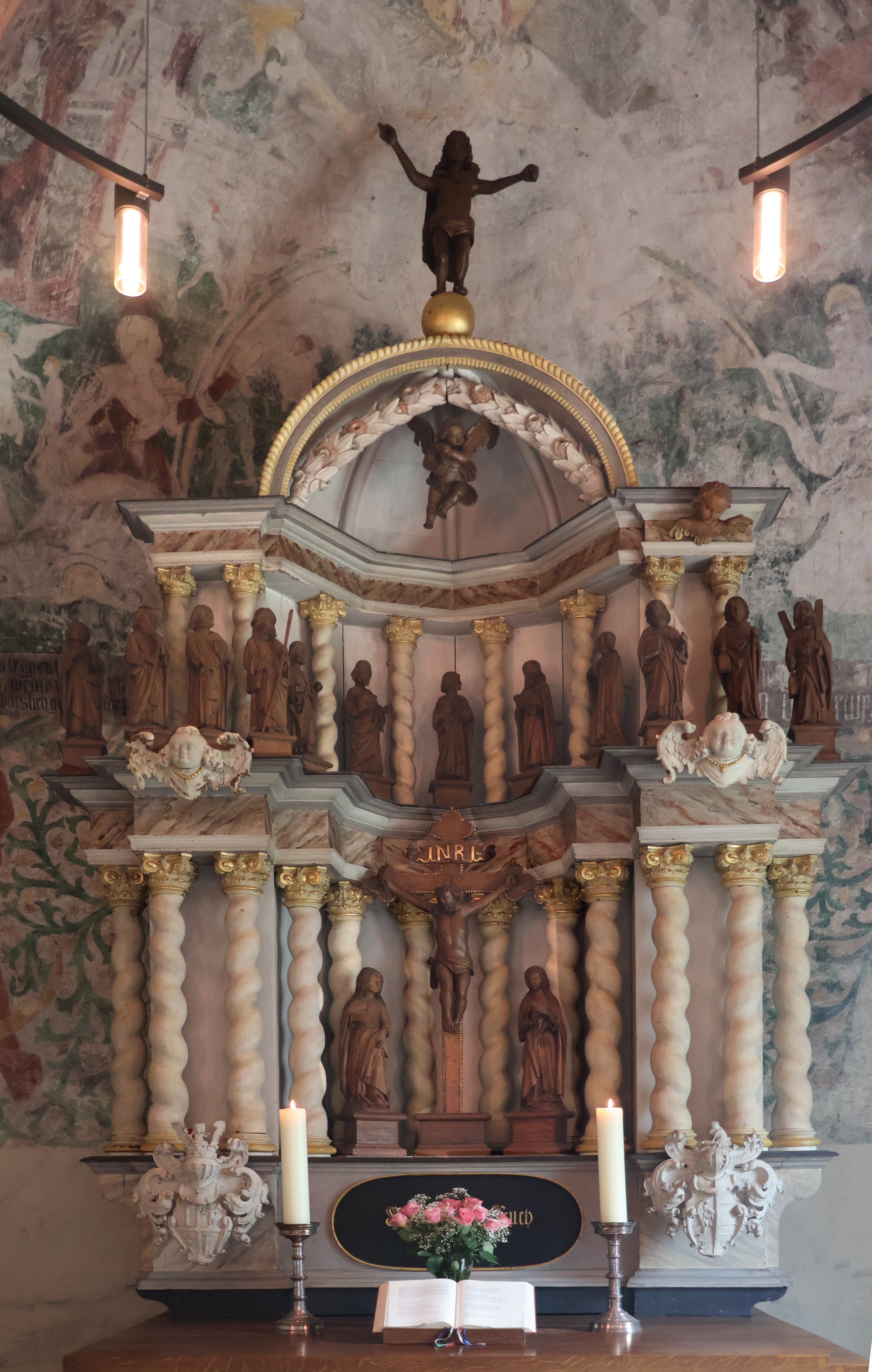
Altar, dahinter das Wandgemälde des Weltgerichts

Der barocke Altarprospekt ist eine Stiftung von Friedrich Christian Kielman von Kielmansegg von 1673. In dem zweigeschossigen architektonischen Aufbau mit gedrehten Säulen wurden zwölf Apostel- und zwei Heiligenfiguren aus spätgotischen Retabeln wiederverwendet. Haupt beschreibt ihn als „geistlos und unschön“, die gotischen Figuren als „mishandelt“. Im unteren Geschoss befindet sich eine Kreuzigungsgruppe, bestehend aus einem grobgeschnitzten barocken Christus und entgegen der Tradition nicht Maria und dem Jünger Johannes, sondern zwei weiblichen Heiligen aus dem späten 15. Jahrhundert. Da ihre Attribute nicht erhalten sind, ist nicht zu rekonstruieren, um welche Heiligen es sich handelt. Die stilistische Ähnlichkeit zu den Marien- und Heiligenfiguren lässt annehmen, dass sie ebenfalls Bestandteile eines Marienaltars waren. Allerdings sind sie etwas kleiner, so dass auch die Herkunft aus einem Nebenaltar möglich wäre. Im oberen Geschoss stehen zwölf qualitätsvoll und abwechslungsreich gestaltete Apostelfiguren. Sie sind fast alle anhand ihrer Attribute zu erkennen, so trägt Petrus einen Schlüssel und Jakobus der Ältere einen Pilgerstab und eine Jakobsmuschel am Hut. Die Apostel, die früher farbig gefasst waren, könnten aus den Seitenflügeln des Marienaltars mit der Synthronoi-Gruppe im Zentrum stammen. Der Engel in der Halbkuppel und die bekrönende Christusfigur sind barocke Ergänzungen. An der Predella sind die Wappen der Stifter angebracht, links Kielmansegg, rechts Ahlefeld. Zwei dazugehörige Stifterbildnisse von Kielmansegg und seiner Ehefrau hängen jetzt an der Westwand des Chorbogens.

### Kanzel und Gestühl
Rechts und links vor dem Chorbogen steht das Patronatsgestühl von Paul und Beate Rantzau mit jeweils vier geschnitzten Tafeln. Als Künstler wird Cyriakus Dirkes, der Begründer der Eckernförder Bildschnitzerschule, angenommen. Von ihm stammen auch zwei weitere, um 1578 hergestellte Kirchengestühle des Paares in der Nikolaikirche in Eckernförde, wo die Familie mit der sogenannten Ritterburg ein Stadthaus besaß, und in der Katharinenkirche in Kirchbarkau, deren Patron Paul Rantzau als Besitzer von Gut Bothkamp war.

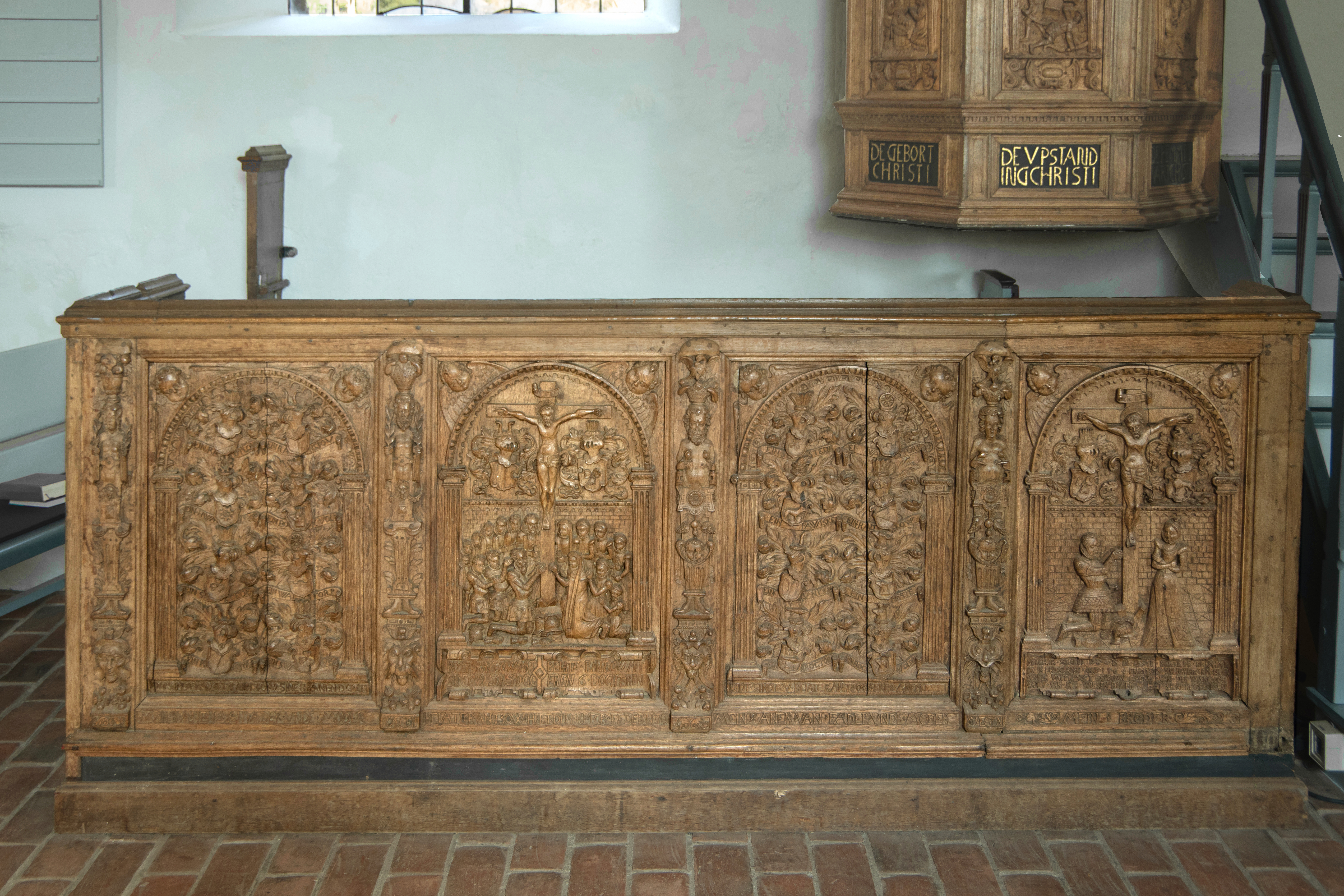
Nördliche Hälfte des Patronatsgestühles vor der Kanzel

Das Waabser Gestühl wurde den Inschriften zufolge von Beate Rantzau geb. Sehestedt († 1589) in Auftrag gegeben und dient der Verbildlichung ihrer Abstammung aus dem Sehestedt-Geschlecht von Kohøved. Auf der nördlichen Seite ist sie mit ihrem bereits verstorbenen Mann „Pawel Rantzau“ vor dem Kreuz kniend abgebildet, während ihre fünfzehn Kinder sich um sie drängen. Über dem Paar sind ihre Wappen dargestellt. Dieses Relief wird von zwei Reliefs mit jeweils acht Wappen ihrer Vorfahren von väterlicher und mütterlicher Seite flankiert. Darstellung und Aufbau ähneln der Gestaltung von Epitaphien. Die vierte Tafel stellt ihren Bruder Melchior dar, den „leste Sestede to Kohovede“. Er war, wie die Inschrift mitteilt, mit Olegard van der Wisch verlobt, aber „er heft se nicht gekregen“, weil er 1564 vor der Hochzeit starb. Anders als alle anderen kniet Olegard nicht, sondern steht ihrem Verlobten mit verschränkten Armen gegenüber. Beider Kleidung ist besonders kunstvoll herausgearbeitet. Die einzelnen Tafeln sind durch Hermenpilaster voneinander getrennt. Auf der rechten Seite sind auf vier sehr ähnlich gestalteten Tafeln ihre Eltern, Groß-, Urgroß- und Ururgroßeltern abgebildet. Die Paare knien wie Paul und Beate Rantzau jeweils umgeben von ihren Kindern vor dem Kreuz.
Das Gestühl wurde mehrfach umgestaltet und umgestellt. Ursprünglich stand es vermutlich als einteiliges, ebenerdiges Kastengestühl, bei dem die erhaltenen Reliefplatten die Brüstung schmückten, in der Nordostecke des Kirchenschiffs, also dort, wo sich heute eine Hälfte des Gestühls und die Kanzel befinden. Beates Sohn Bertram Rantzau, der Erbe von Kohøved, ließ es 1608 teilen und durch mehrere Seitenwangen, die Namen und Wappen von ihm und seiner Frau tragen, erweitern. Umbauten späterer Gutsherren zu einer geschlossenen Loge wurden rückgängig gemacht.
Hinter dem linken Gestühl steht die 1600 von dem ebenfalls in Eckernförde ansässigen Jürgen Koberch geschaffene und von Bertram und Margarethe Rantzau gestiftete Kanzel. Sie ist deutlich schlichter als das Gestühl. Die vier Seitenteile zeigen das Rantzau-Wappen, die Geburt Jesu, seine Auferstehung und Himmelfahrt. Die biblischen Szenen sind jeweils in Niederdeutsch beschriftet. Über den Reliefs steht auf Latein Joh 10,27 .

### Wandmalereien
Das Chorgewölbe wurde um 1500 ausgemalt. Wohl nicht lange nach der Reformation übertünchte man die Malereien. Bei Renovierungsarbeiten 1883 wurden sie wiederentdeckt und 1900 von dem Kunstmaler Hans Hampke aus Schleswig in leuchtenden Farben im Stil der Neugotik ergänzt. Im Laufe der Zeit verblasst, verschwanden die Malereien 1968 erneut unter weißem Putz, bis sie 2011 wieder freigelegt wurden. Im jetzigen Zustand ist der Unterschied zwischen den blassen gotischen Malereien und den kräftigeren Farben der neugotischen Ergänzungen gut zu erkennen.
An der Ostwand hinter dem Altar ist das Jüngste Gericht dargestellt: Christus thront als Weltenrichter auf dem Regenbogen, an dessen Enden Maria und Johannes der Täufer fürbittend knien. Über ihm sind zwei Gerichtsengel zu sehen. Rechts von ihm werden die auferstandenen Seligen ins Paradies geleitet, links die Verdammten, von denen einer einen Ablassbrief trägt, in die Hölle. Darunter sind links vom Altar eine Mondsichelmadonna und rechts, stark verblasst, der heilige Sebastian abgebildet. In den drei übrigen Gewölben sitzen jeweils vier Apostel auf einer umlaufenden Bank. Unter den Aposteln befinden sich auf der Nordseite drei Szenen aus der Sündenfallerzählung: Adam und Eva am Baum der Erkenntnis, der Cherub mit Schwert vor der Tür zum Paradies, während Adam und Eva vor dem Schöpfer fliehen, und Adam und Eva mit ihren Kindern bei der Arbeit. An der Südseite sind die heilige Katharina und der gehörnte Mose aufgemalt. Die Figuren sind von reichem Akanthusschmuck umgeben. Im Chorbogen ragen Halbfiguren von zwölf Königen aus Blumen.

### Orgel
Die vermutlich erste Orgel der Kirche wurde 1608 Betram Rantzau gestiftet. Von ihr sind noch Teile erhalten, die in die von Friedrich Christian Kielman von Kielmansegg und seiner Frau 1671 samt der Empore gestiftete neue Orgel integriert wurden. Die Stiftertafel befindet sich an der Empore, vier Gemälde der Emporenbrüstung mit Szenen aus der Kindheitsgeschichte Jesu – wohl von demselben Maler, der die Embleme in der bunten Kammer auf Gut Ludwigsburg malte, – wurden 2020 renoviert und unter der Empore aufgehängt. Bei der Darstellung des zwölfjährigen Jesus im Tempel ist ein Teil des ursprünglichen Rahmens wiederhergestellt. Er zeigt, dass die Empore damals mit denselben Farben und Ornamenten ausgemalt war wie die ebenfalls von Kielman gestiftete Taufe.
In den Orgelprospekt von 1608/1671 ist seit 1972 eine Schleifladenorgel des Orgelbauers Klaus Becker eingebaut. Sie hat 14 Register, verteilt auf Rückpositiv, Hauptwerk und Pedal.

### Glocken
Im Turm hängen zwei Glocken. Die kleinere ist von 1472 und „Zur Ehre Gottes und der lieben Frau“ geweiht. Die größere stammt von 1930 und wird als die „Friedensglocke“ bezeichnet. Die Vorgängerglocke musste als „Metallspende des deutschen Volkes“ 1918 abgeliefert werden und wurde für Kriegszwecke eingeschmolzen.

## Kirchengemeinde und Pastoren
Pastoren war u. a.:
- 1795–1842: Reinhold Ipsen
- 1842–1866: Jasper Wald wurde 1856 Propst der Propstei Eckernförde und verließ Waabs 1866, um Propst der Propstei Hütten zu werden.[21]
- 1866–1891: Johann Heinrich Sierck
- 1892–1927: Emil Karl Christian Lohse verfasste eine Kirchenchronik und ließ 1900 die Wandmalereien freilegen und erneuern.
- 1928–1933: Johannes Hermann Lucht war Mitglied der NSDAP und ab 1932 Propsteileiter der Deutschen Christen in der Propstei Hütten.[22]
- 1935–1952: Peter Wilhelm Gertz war Mitglied der Bekennenden Kirche.[23]
- Kirsten Fehrs absolvierte 1988–1990 ihr Vikariat in Waabs.

Bis Anfang 2020 war Waabs die kleinste Kirchengemeinde im Kirchenkreis Rendsburg-Eckernförde. Dann fusionierte sie mit den Kirchengemeinden Borby-Land, Rieseby, Karby, Sieseby und Waabs zur Kirchengemeinde Schwansen, die sich über die gesamte Halbinsel Schwansen erstreckt. Zur neuen Kirchengemeinde gehören insgesamt vier mittelalterliche Kirchen, neben der Waabser Marienkirche die St.-Petri-Kirche in Rieseby und die Kirchen von Sieseby und Karby, sowie die 1965 eingeweihte Versöhnungskirche in Barkelsby und die Kapelle Westerthal von 1954. Die Kirchengemeinde hat drei Pastorinnen.

## Umgebung
Rund um die Kirche liegt der Friedhof. Hier stehen einige alte Grabdenkmäler, darunter zwei schmiedeeiserne Kreuze für Pastor Reinhold Ipsen, der 1842 im Alter von 80 Jahren starb, und seine 1837 verstorbene Frau.
Neben der Kirche befinden sich das Pastorat, das 1842 erbaut wurde, nachdem zwei Vorgängerbauten von 1670 und 1724 durch Brände zerstört worden waren, und das von Gutsherr Friedrich Ludwig von Dehn 1730 als Unterkunft für nicht mehr arbeitsfähige Arme gestiftete Armenstift.